# La Pire Semaine de ma vie (mini-série)
Pour l’article homonyme, voir La Pire Semaine de ma vie.
La Pire Semaine de ma vie est une mini-série française en deux épisodes de 90 minutes, réalisée par Frédéric Auburtin, produite et adaptée par Kader Aoun et Mehdi Thierry, et diffusée les 6 et 13 avril 2011 sur M6. C’est l’adaptation française de la série britannique La Pire Semaine de ma vie (The Worst Week of My Life) diffusée en 2004 sur BBC One.

## Synopsis
On se doute bien que la semaine précédant un mariage est rarement de tout repos.
Mais celle de Stéphane (Bruno Salomone) qui s’apprête à épouser Mélanie (Élodie Frenck), fille aînée du juge Coville, va battre tous les records…
La patience déjà limitée de monsieur et madame Coville est mise à rude épreuve par ce gendre si peu désiré.
Finalement, le mariage aura-t-il bien lieu ?

## Distribution
- Élodie Frenck : Mélanie
- Bruno Salomone : Stéphane
- Charlotte de Turckheim : Marguerite
- Patrick Bouchitey : Robert
- Julie Ferrier : Anna
- Didier Flamand : Richard
- Lilly-Fleur Pointeaux : Sophie
- Marilou Berry : Carla
- François Morel : Henri Tournier
- Nader Boussandel : Kamel
- Micheline Dax : Mamie Coville
- Éric Naggar : Serge
- Raphaëline Goupilleau : Nicole
- Alex Lutz : Mathieu
- Pierre-Olivier Mornas : Le curé
- Mathieu Madénian : Le réalisateur vidéo
- Alexandre Donders : Le traiteur